# هوک هورفلیستاک
هوک هورفلیستاک (به لاتین: Hoch Horefellistock) یک کوه در سوئیس است که در کانتون آوری واقع شده‌است. هوک هورفلیستاک ۳٬۱۷۵ متر بالاتر از سطح دریا واقع شده‌است.